# Pespire
Pespire es un municipio del departamento de Choluteca en la República de Honduras.

## Toponimia
El origen de su nombre Pespire, significa "Río de las Piritas Pequeñas" que se compone de Petztli, al igual que la palabra Li que significa: Agua o Río siendo uno de los dialectos de Honduras. Se cree que “Piritas” era un mineral de color amarillo y brillante, pero que quería decir Piedra.
Municipio de Pespire
Coordenadas	13°35′00″N 87°22′00″O         Capital: Pespire    Entidad: Municipio
País	Honduras
Departamento	Choluteca

## Límites
| Orientación | Límite                                        |
| ----------- | --------------------------------------------- |
| Norte       | Municipio de San José, Choluteca              |
| Norte       | Municipio de San Antonio de Flores, Choluteca |
| Norte       | Municipio de San Isidro, Choluteca            |
| Sur         | Municipio de Choluteca, Choluteca             |
| Este        | Municipio de Orocuina, Choluteca              |
| Este        | Municipio de Soledad, El Paraíso              |
| Oeste       | Municipio de Nacaome, Valle                   |

## Historia

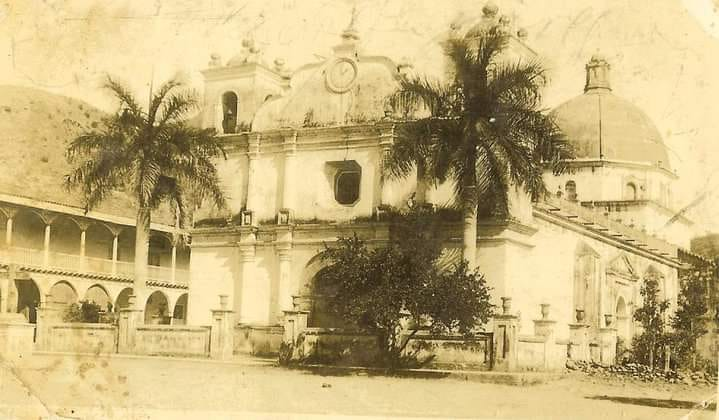
Plaza central del pueblo en 1920

En 1794, Pespire recibió categoría de municipio por parte de la Corona española.
En 18 de febrero de 1929, Pespire recibió el título de Ciudad.

### Nombre del municipio
Según los habitantes nativos de dicho municipio, éste debe su nombre al pájaro pespire (tapera naevia ), ya que su canto suena como Pes-pes-pire-pire.

## Demografía
Pespire tiene una población actual de 24,159 habitantes. De la población total, el 49.6% son hombres y el 50.4% son mujeres. Casi el 14.8% de la población vive en la zona urbana.

## División política
- Aldeas: 11 (2013)
- Caseríos: 212 (2013)

| Código | Aldea                            |
| ------ | -------------------------------- |
| 061101 | Pespire (Cabecera del municipio) |
| 061102 | Cacautare                        |
| 061103 | Concepción El Brasilar           |
| 061104 | El Espinal                       |
| 061105 | El Guayabo                       |
| 061106 | Esquimay Arriba o La Ermita      |
| 061107 | Marilica                         |
| 061108 | San Antonio de Padua             |
| 061109 | San Juan Bautista                |
| 061110 | San Juan Bosco                   |
| 061111 | Iglesia                          |

## Servicios
- Agua Potable.
- Bancos.
- Centros y Tiendas Comerciales.
- Clínicas Médicas y Dental.
- Centros Educativos.
- Energía Eléctrica
- Farmacias.
- Hospedaje.
- Iglesias.
- Mercados.
- Restaurantes y Comedores.
- Seguridad.
- Transporte.
- Telefonía Móvil.
- Veterinaria.
- Cable.
- Bancos.
- Cooperativa

## Turismo
- Parque Central.
- Iglesia Católica "San Francisco de Asís".
- Hotel Palmeras.
- Centro Comercial La Placita de Aitor.
- Cerro El Bañadero
- Río Pespire, un refrescante balneario con su prolongación de aguas dulces.
- Cerro de La Cruz

### Casco histórico
- Sus calles empedradas: diseño completamente antiguo.
- La Alcaldía Municipal: Construida totalmente de madera.
- La Iglesia San Francisco de Asís: primera iglesia en América Latina que consta de 3 hermosas Cúpulas fundada en el año 1900.
- La Casa Martel: muestra un diseño colonial español.

### Ciudad
Pespire siendo una pequeña ciudad del departamento de Choluteca en estos últimos años actualmente ha crecido turística y comercialmente. 
Una caminata en este centro urbano puede ser una experiencia muy placentera pues el ambiente local es muy pacífico, y existen puertas y ventanas dignas de fotografiar.